# Добар лош зао (музичка група)
Добар лош зао била је српска денс група која је популарност досегла деведесетих година прошлог века. Издали су три албума, а посебно су се издвојиле и остале упамћене песме Без тебе, Када сањаш и Журка.

## Историја

### Оснивање групе
По речима можда најпознатијег члана групе Предрага Поповића Попа, група је настала тако што су он и Шеховић Миодраг Шеле морали да сниме песму због опкладе. Један кантаутор је направио музику за песму "Журка, журка", и након тога су одједном почели да их зову да певају за новац. Добили су позив за Златни мелос у Херцег Новом, где су наступили са песмом "Идемо на море", са којом су и победили. Након извођења су отишли да попију пиво, а када се проглашавао победник, организатор није могао да их нађе. Ниједан члан групе није тај посао схватао озбиљно, и свако је имао прави посао са стране, конкретно Поп је тада радио на радију. Име групе је дао глумац Драган Вујић Вујке, који је, када је видео чланове групе, рекао: "Ха, добар, лош, зао".
Поп је у интервјуу рекао да су деведесете биле лепше време за чланове групе, али да се није боље живело. Међусобно су сарађивали са Моби Диком, Монтенигерсима, и током тог периода су много путовали широм државе и континента. Због неозбиљног и необавезног приступа наступању и музици, дешавале су се ситуације да се уговори гостовање, а да се Шеле негде изгуби на 3 дана, да би га касније нашли успаваног са неком девојком.

### Чланови групе данас
Након разилажења групе, сваки од чланова је нашао свој посао, и ретко се виђају међусобно. Предраг Поповић је наставио да ради на радију, где је и током чланства у групи ишао редовно на посао, па је временом изградио своју каријеру као Dr Love, и MC Поп, и своју популарност је стекао на ТДИ радију и емисијама попут Контраквиза. Поп је навео да је Шеле отишао у иностранство, са Владом се виђа по неким догађајима, Софију је сретао неколико пута, док Катарину и Ацу није дуго видео. У складу са тим, по Поповим речима је веома мало вероватно да ће доћи до поновног окупљања групе, али да је са свима остао у добрим односима, и да верује да сви деле добре успомене на период постојања групе.

## Дискографија

### Албуми
- 1996. Без лове
- 1997. Када сањаш
- 1999. К'о мариачи
- 2001. Судбина